# オウム病クラミジア
オウム病クラミジア（Chlamydia psittaci）とは、人獣共通感染症であるオウム病（psittacosis）の病原体であり、真正細菌のクラミジア門クラミジア綱クラミジア目クラミジア科の種の一つである。潜在的な宿主にはヒトのほか、野生又は飼育下の鳥類（家禽を含む）や牛、豚、羊、馬などが挙げられ、感染経路としては飛沫、接触、捕食によって鳥類から他の鳥類又は哺乳類へ感染が広がる。鳥類や人間のオウム病は、初期はインフルエンザ様疾患の症状を呈し、進行すると生命を脅かす肺炎になる可能性がある。多くの菌株は、宿主鳥類の細胞内ではストレスによって活性化されるまで潜伏状態を維持する。
鳥類体内でのC. psittaciは全身性であることが多く、感染は不顕性、重度、急性、または慢性的であることがあり、菌体の体外への断続的な放出を伴う可能性がある。また、鳥類体内では気道における粘膜の上皮細胞及びマクロファージに感染する。最終的に、敗血症が発現し、菌体はほとんどの臓器、結膜及び消化管の上皮細胞やマクロファージに局在することになる。また、親から卵へと感染菌が移行する垂直感染が起こり得る。ストレスをトリガーとして、一般的に症状の重症化を引き起こし、急速な悪化と死をもたらす。C. psittaciの菌株は毒性が類似しており、16S rRNA遺伝子の差異は0.8％であり、8つの血清型に分類される。すべての菌株は細胞培養で容易かつ急速に増殖し、いずれもが人間に容易に伝染するものと考えられている。
C. psittaci血清型Aは、オウム類に固有であり、ヒト、他の哺乳類、及びカメに散発的な人獣共通感染症を引き起こしている。血清型Bはハトに固有であり、七面鳥からも単離されている。乳牛の集団流産の原因に特定された。血清型CおよびDは、食肉処理場の労働者および鳥類と接触する職業従事者にとっての重大なリスクとして知られる。血清型E分離株（Cal-10、MP、またはMNとして知られる）は、世界中の多種多様な鳥類から発見されており、1920年代から1930年代のヒトでの感染症流行に関連していた。M56およびWC血清型は哺乳類から単離された。これらC. psittaci菌株の多くはバクテリオファージに対して感受性がある。

## ライフサイクルと感染機構

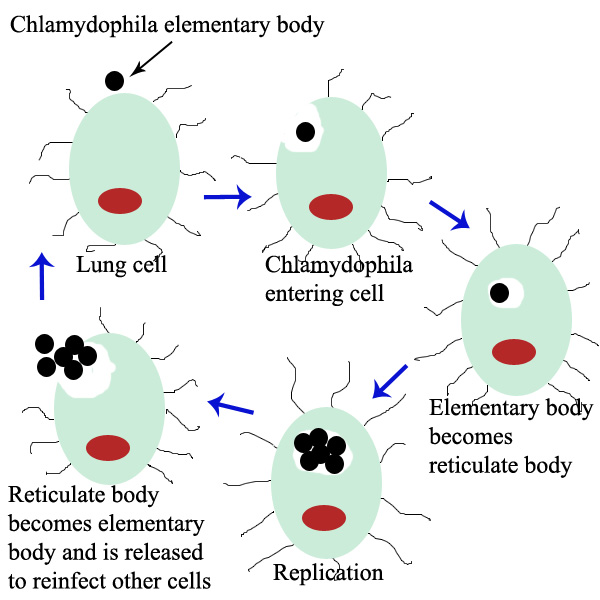
Chlamydia psittaciのライフサイクル

Chlamydia psittaciは、そのライフサイクル中にいくつかの形態変化を行う。ホスト間を移動するときは基本体（EB: Elementary Body）の形態であり、EBは生物学的に活性ではないが、環境ストレスに耐性があり、宿主の体外で生存できる。EBは、感染した鳥から未感染の鳥またはヒトの肺に微小な飛沫を介して移動し感染し、肺細胞内で食作用によってエンドソームに貪食される。エンドソームに取り込まれた細菌は通常、破壊されるが、EBは宿主細胞内のリソソームと融合することによって破壊を免れる。このとき、EBは網様体（Reticulate Body: RB）に形態変化し、エンドソーム内で自己複製を開始する。RBは、複製を完了させるために、宿主の細胞機構のいくつかを利用する。その後、RBはEBに戻り、しばしば宿主細胞の死を引き起こした後、肺から放出される。その後、EBは、同一又は他の個体の新しい細胞に感染することができる。したがって、C. psittaciのライフサイクルはEB形態とRB形態の二つに分けられる。

## 歴史
C. psittaciの感染症であるオウム病は、1879年にスイス国内の7人が熱帯の鳥類のペットから肺炎を発症した事件で最初に発見された。このとき、病原体は特定されなかった。関連する細菌種であるChlamydia trachomatisは1907年に報告されたが、人工培地では増殖できなかったため、ウイルスであると推定された。
1929年から1930年の冬にて米国と欧州でオウム病のパンデミックが発生した。アルゼンチンから輸入されたボウシインコが原因であり、その死亡率は全体で20％であり、妊婦では80％に達した。C. psittaciは1930年にオウム病の原因菌として同定されたが、1960年代に電子顕微鏡で観察されるまで細菌であることは確認されなかった。

### 分類学
1960年代に細菌であることが確認されたC. psittaciは、従来の科や属には分類されず、クラミジア科クラミジア属が新設されてそれに帰属され、1999年まではこの種がこの科と属における唯一の帰属種とされていた。1999年、クラミジア属は2つの属、クラミジア属と新たに設けられたクラミドフィラ属に分割され、このときにC. psittaciはクラミドフィラ属に割り振られ、Chlamydophila psittaciに名称変更された。しかし、この分類変更はのちに意義が申し立てられ、全ての微生物学者に受け入れられたり採用されたりはしなかったため、クラミドフィラ属は廃された。C. psittaciを含む、クラミドフィラ属に割り振られた9種全てが元のクラミジア属に戻った 。2013年にクラミジア属に新種が追加され、2014年にはさらに2種が追加された。
かつてC. psittaciとみなされていた3つの菌株は今日ではそれぞれクラミジア属の別個の種、C. abortus、C. felis及びC. caviaeに分類されている。

## 遺伝学
他のクラミジア属菌種と同様に、 C. psittaciは偏性細胞内寄生体であるため、一般的な細菌と比べてゲノムサイズは著しく小さい。ほとんどのC. psittaciゲノムは、1,000〜1,400種類のタンパク質をコードする。Readらは、ゲノムシーケンスした20株全てについてに911個の遺伝子がコア遺伝子として共通していることを発見した。これは、ゲノムに存在する遺伝子の90％に相当する。

## 疫学
C.psittaci感染症は統合失調症に関連しているとされる感染症原因菌の一つである。
オウム病は、症状とCHXに加えて、補体結合、微小免疫蛍光、およびポリメラーゼ連鎖反応検査を使用して診断できる。
治療については、テトラサイクリン系またはマクロライド系抗生物質による静脈注射または経口投与が治療に有効である。治療は、発熱が治まった後、10〜14日間継続する必要があるとされる。ただし、子供や妊婦にはテトラサイクリンの使用は避けられる。そのほか鎮痛剤としてイブプロフェンまたはアセトアミノフェンが使用される。治療中は喫煙やタバコの煙は避けることが求められる。また、テトラサイクリンを服用している間は乳製品を控えるよう推奨される。